# La Chapelotte
La Chapelotte är en kommun i departementet Cher i regionen Centre-Val de Loire i de centrala delarna av Frankrike. Kommunen ligger  i kantonen Henrichemont som tillhör arrondissementet Bourges. År 2022 hade La Chapelotte 130 invånare.

## Befolkningsutveckling
Antalet invånare i kommunen La Chapelotte
Referens:INSEE